# Klejniki
Klejniki (historyczna i miejscowa nazwa: Kleniki, białorus.: Кленікі) – wieś w Polsce położona w województwie podlaskim, w powiecie hajnowskim, w gminie Czyże.
| SIMC    | Nazwa          | Rodzaj    |
| ------- | -------------- | --------- |
| 0026005 | Buryckie       | część wsi |
| 0026011 | Klebańszczyzna | część wsi |
| 0026028 | Koniec         | część wsi |
| 0026034 | Podpniska      | część wsi |
| 0026040 | Śliwowo        | część wsi |
| 0026057 | Tinkowszczyzna | część wsi |
| 0026063 | Zagać          | część wsi |

Wieś jest siedzibą prawosławnej parafii Wniebowstąpienia Pańskiego, a wierni kościoła rzymskokatolickiego należą do parafii Wniebowzięcia Najświętszej Maryi Panny i św. Stanisława Biskupa i Męczennika w Narwi.

## Historia
Wieś powstała przy trakcie królewskim łączącym Bielsk Podlaski z Grodnem. 
Pierwsza cerkiew na terenie wsi istniała w XVI wieku. Następna świątynia, zbudowana w 1793, została przeniesiona na teren cmentarza w Koźlikach, natomiast cerkiew z 1883 spłonęła w 1973. Na miejscu dwóch poprzednich świątyń zbudowano obecną, murowaną cerkiew pod wezwaniem Wniebowstąpienia Pańskiego, siedzibę miejscowej parafii prawosławnej. Wzniesiona w latach 1974–1988 cerkiew została zaprojektowana przez Irenę Małafiejew i Adama Stalony-Dobrzańskiego, natomiast witraże i ołtarz wykonali mieszkańcy. Świątynię otacza ogrodzenie z końca XIX wieku.
W latach 1952–1954 miejscowość należała i była siedzibą gminy Klejniki. W latach 1954–1972 wieś należała i była siedzibą władz gromady Klejniki. W latach 1975–1998 miejscowość administracyjnie należała do województwa białostockiego.
Wieś w 2011 roku zamieszkiwały 452 osoby.

## Demografia
Według Pierwszego Powszechnego Spisu Ludności z 1921 roku Klejniki były wsią liczącą 128 domów i 636 mieszkańców (318 kobiet i 318 mężczyzn). Większość mieszkańców miejscowości zadeklarowała wówczas wyznanie prawosławne (628 osób), pozostali zgłosili kolejno: wyznanie mojżeszowe (4 osoby) i wyznanie rzymskokatolickie (4 osoby). Podział religijny mieszkańców miejscowości całkowicie pokrywał się z ich strukturą narodowo-etniczną, bowiem większość mieszkańców miejscowości podała narodowość białoruską (632 osoby), zaś reszta zadeklarowała narodowość polską (4 osoby). W okresie międzywojennym wieś znajdowała się w gminie Pasynki. We wsi, w środkowej jej części, znajdował się folwark własności Makawiejewskich.

## Architektura
Oprócz cerkwi Wniebowstąpienia Pańskiego, na skrzyżowaniu dróg znajduje się zbudowana na planie kwadratu murowana kaplica św. Mikołaja Cudotwórcy wybudowana w 1895 roku. Około kilometra na północ, na powierzchni 5 ha, ulokowany został cmentarz prawosławny na którym znajduje się cerkiew Przemienienia Pańskiego z 1914 roku wraz z dzwonnicą.
We wsi spotkać można rzadki w tym regionie typ kapliczki przydrożnej.

## Związani z Klejnikami
- Jakub (Kostiuczuk) – prawosławny arcybiskup diecezji białostocko-gdańskiej i doktor habilitowany nauk teologicznych, w Klejnikach ukończył szkołę podstawową[12]

## Galeria

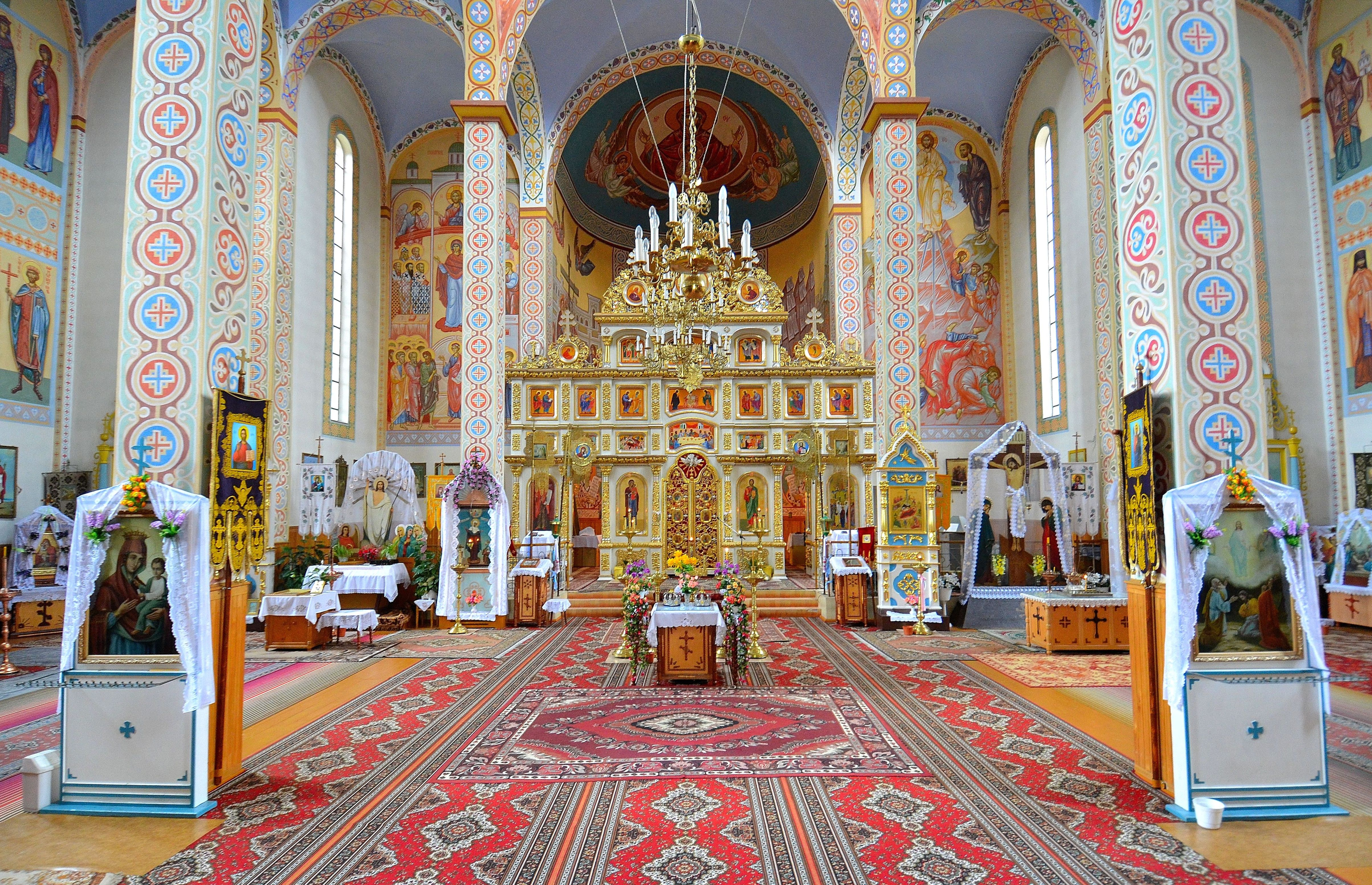
Wnętrze cerkwi parafialnej Wniebowstąpienia Pańskiego
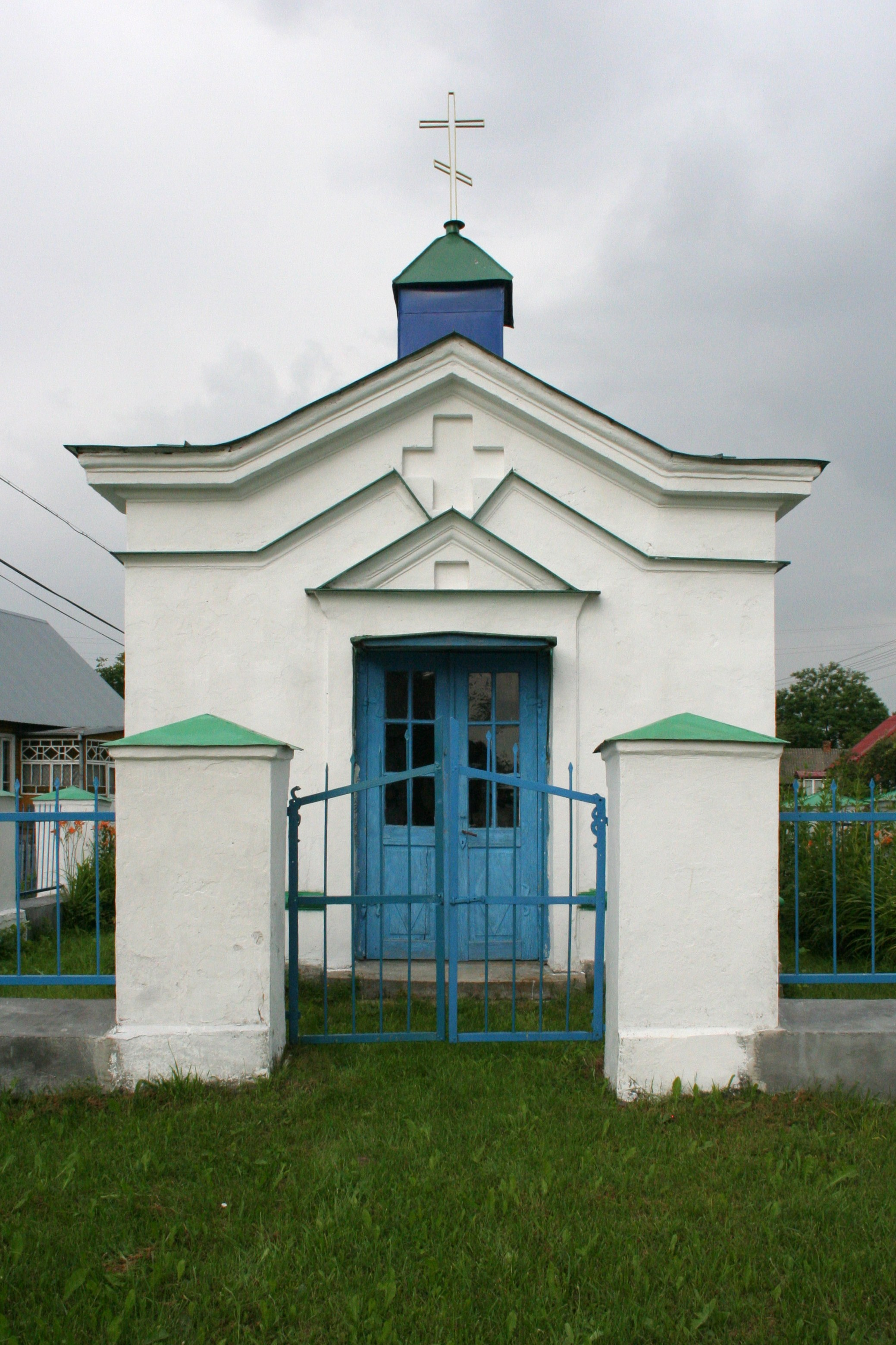
Kaplica św. Mikołaja Cudotwórcy
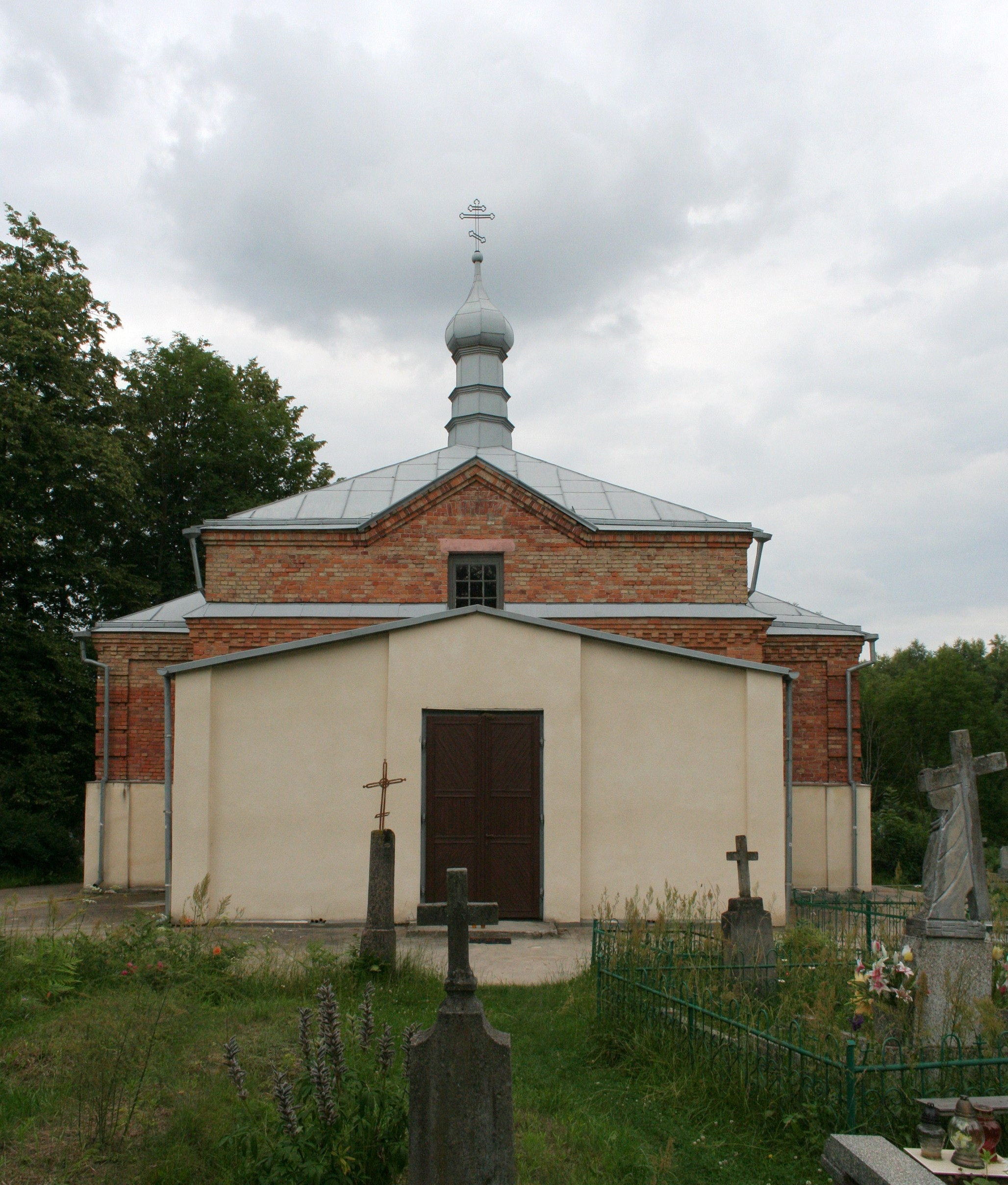
Cerkiew Przemienienia Pańskiego na cmentarzu prawosławnym